# کوسه
کوسِه یا کوسه‌ماهی‌ها، گروه بزرگی از ماهی‌های غضروفی از زیرردهٔ نرم‌آبشش‌داران هستند. اقیانوس‌ها بیش از ۲۰ هزار گونه از ماهی‌ها را در خود جای داده‌اند که از این تعداد بیش از ۵۰۰ گونه، کوسه هستند. کوسه‌ها با پنج تا هفت شکاف آبششی در طرفین سر و باله‌های سینه‌ای که به سر جوش نمی‌خورد مشخص می‌شوند. مدت‌ها پیش از به وجود آمدن دایناسورها، کوسه‌ها فرمانروای آب‌ها بودند. آن‌ها نخستین بار بیش از ۴۰۰ میلیون سال پیش شکل گرفتند و در ۱۰۰ میلیون سال اخیر به ندرت دستخوش تغییر و دگرگونی شده‌اند.
این شکارچیان بزرگ آبزی با خوردن جانداران ضعیف و زخمی، در بالای زنجیرهٔ غذایی دریایی قرار می‌گیرند. آن‌ها با این کار به حفظ تعادل در سیستم طبیعت کمک می‌کنند. از معروف‌ترین کوسه‌ها می‌توان به کوسهٔ سفید بزرگ، کوسهٔ آبی، کوسه‌نهنگ، کوسهٔ ببری، کوسهٔ ماکو، کوسهٔ دم‌دراز و کوسهٔ سرچکشی اشاره کرد.
اندازهٔ کوسه‌ها از چراغ‌کوسه کوتاه (Etmopterus perryi)، گونه‌ای کوسه در اعماق دریا به طول ۱۷ سانتیمتر (۶٫۷ اینچ) تا کوسه‌نهنگ (Rhincodon typus)، بزرگ‌ترین ماهی در جهان، به طول تقریباً ۱۲ متر (۴۰ فوت) متغیر است. کوسه‌ها در همهٔ دریاها و عموماً تا عمق ۲٬۰۰۰ متر (۶٬۶۰۰ فوت) یافت می‌شوند. آن‌ها به‌طور کلی در آب‌های شیرین زندگی نمی‌کنند، اما چند استثنا نیز وجود دارد، مانند گاوکوسه و کوسهٔ رودخانه‌ای که هم در آب شور دریاها و اقیانوس‌ها و هم در آب شیرین یافت می‌شوند. کوسه‌ها دارای پوششی از دندانه‌های پوستی هستند که علاوه بر بهبود پویایی مایعات، از پوست آن‌ها در برابر آسیب و انگل‌ها محافظت می‌کند. کوسه‌ها همچنین مجموعه‌های متعددی از دندان‌های قابل جایگزینی دارند.
کوسه‌ها توسط انسان برای تهیهٔ گوشت کوسه یا سوپ بالهٔ کوسه صید می‌شوند. بسیاری از جمعیت کوسه‌ها توسط فعالیت‌های انسانی تهدید می‌شود. از سال ۱۹۷۰، جمعیت کوسه‌ها تا ۷۱ درصد عمدتاً به‌دلیل صید بی‌رویه کاهش یافته است.

## شنوایی و بویایی
کوسه‌ها جاندارانی هستند که برای شکار تخصص یافته‌اند. آن‌ها که متکی به حس شنوایی ویژه‌شان برای گرفتن شکار هستند، می‌توانند لرزش صدا را در فاصله‌ای بیش از ۳٬۰۰۰ پا تشخیص دهند. کوسه‌ها به ویژه به لرزش‌های با بسامد پایین که از سوی شکار پخش می‌شوند، حساسند. لرزش صدای بلندگوها که مانند صدای ماهی زخمی است، کوسه‌ها را به حالت دیوانگی و از خود بیخودشدگی می‌برد. هرچه که کوسه به شکار نزدیک‌تر می‌شود، حس بویایی‌اش بیشتر به کار می‌افتد. کوسه‌ها می‌توانند یک قطرهٔ خون را در ۲۵ گالن (هر گالن معادل ۳٫۷۸۵۴۱۱۷۸۳۴ لیتر آب هست) آب تشخیص دهند.
آب، درون سوراخ‌های بینی کوسه‌ها که در بخش زیرین حلزونی شکل قرار گرفته است جاری می‌شود. همچنین کوسه‌ها منافذی کوچک برای جذب سیگنال‌های الکتریکی، که در هنگام حرکت جانوران ایجاد می‌شود، دارند. این منفذها مانند یک حس اضافی می‌مانند که به کوسه‌ها در یافتن شکار یاری می‌رساند، حتی اگر این موجود در زیر شن‌ها پنهان شده باشد. همچنین دارای یک بخشی به نام آمپول لورنزینی نیز هستند که یک سیستم حسی بسیار قوی محسوب می‌شود که در بخش پشتی و زیرین پوزهٔ جانور قرار می‌گیرد.

## کالبدشناسی

### دندان‌ها

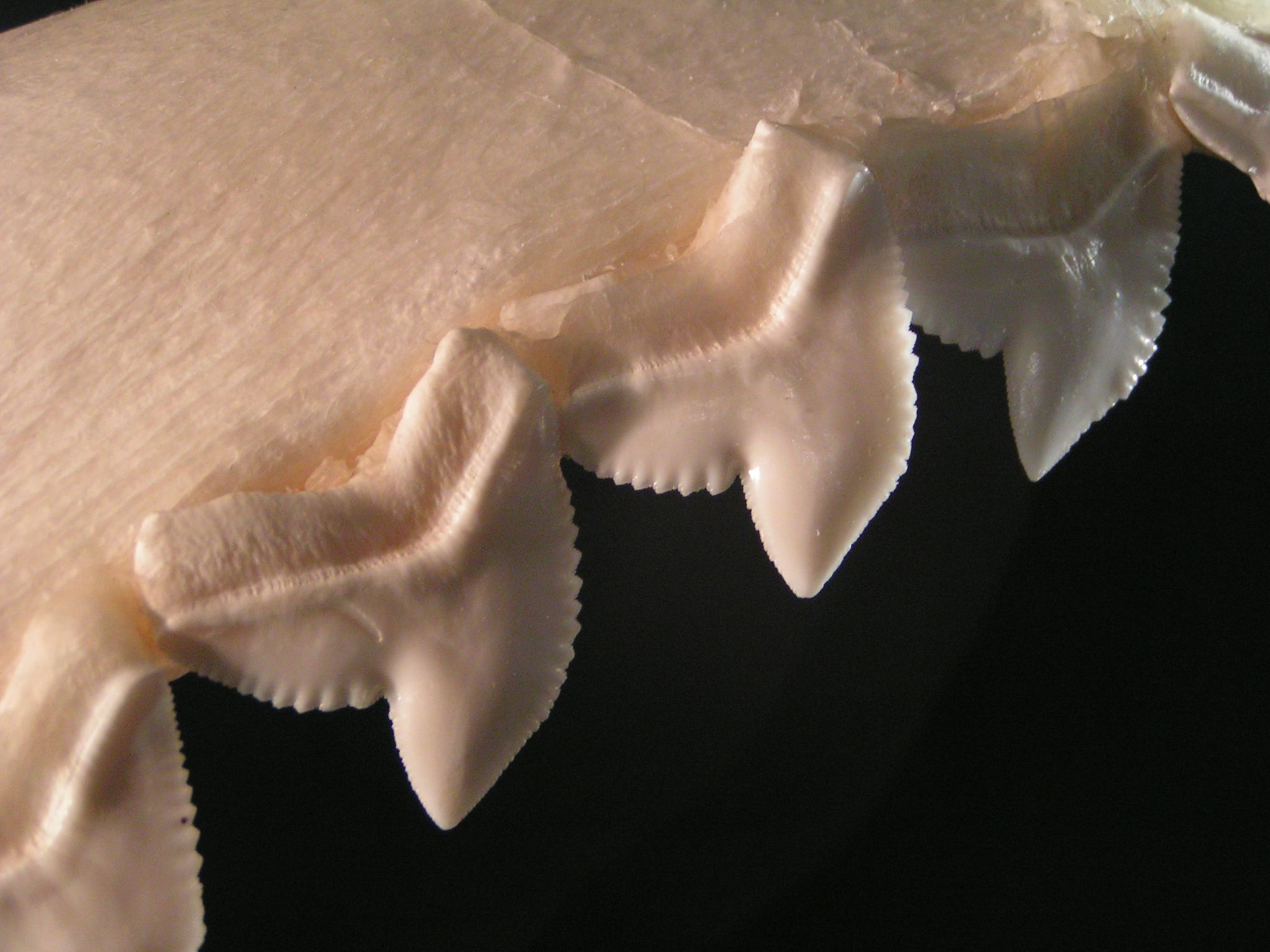
دندان‌های یک کوسهٔ ببری

کوسه‌ها به‌طور مداوم دندان‌هایشان را استفاده می‌کنند و از دست می‌دهند. برخی از گونه‌ها در درازای عمر خود نزدیک به ۳۰ هزار دندان درمی‌آورند. عمل جایگزینی دندان در این جانوران دریایی همیشه رخ می‌دهد. هریک از دندان‌های کوسه در ردیفی واقع شده است که با شکستن یکی، دیگری جایگزین آن می‌شود. وجه تمایز کوسه‌ها از دیگر حیوانات به جز دندان‌های آن‌ها در اسکلت‌شان است. اسکلت کوسه‌ها به جای استخوان، از مادهٔ غضروفی انعطاف‌پذیری است و چون غضروف از استخوان سبک‌تر است، بنابراین کوسه‌ها برای شنا کردن نسبت به یک ماهی استخوانی نیروی کمتری مصرف می‌کنند. پوست سختی تمام بدن کوسه را پوشش داده است و فلس‌های خمیده‌ای که جهت آن‌ها به عقب است، پوست را به سختی یک ورق سمباده می‌کنند که کوسه را از آسیب محافظت می‌نمایند. همچنین این فلس‌ها هنگامی که کوسه در حال شنا کردن است نیروی مقاوم آب را کاهش می‌دهند.

### اسکلت بدن
اسکلت کوسه‌ها با ماهی‌های استخوانی و مهره‌داران زمینی بسیار متفاوت است. کوسه‌ها و سایر ماهی‌های غضروفی (اسکیت‌ها و پرتوماهی‌ها) اسکلت‌هایی از غضروف و بافت همبند دارند. غضروف، انعطاف‌پذیر و بادوام است، اما تقریباً نصف تراکم طبیعی استخوان را داراست. این باعث کاهش وزن اسکلت و صرفه‌جویی در مصرف انرژی می‌شود. کوسه‌ها ساختار قفسهٔ سینه ندارند.

### اندام جنسی
غدد جنسی کوسه‌ها در بالای سینه و پشت کبد آن‌ها واقع شده است. اندام جنسی کوسه‌ها، همچون سایر ماهیان در سینه آن‌هاست.

## فیزیولوژی

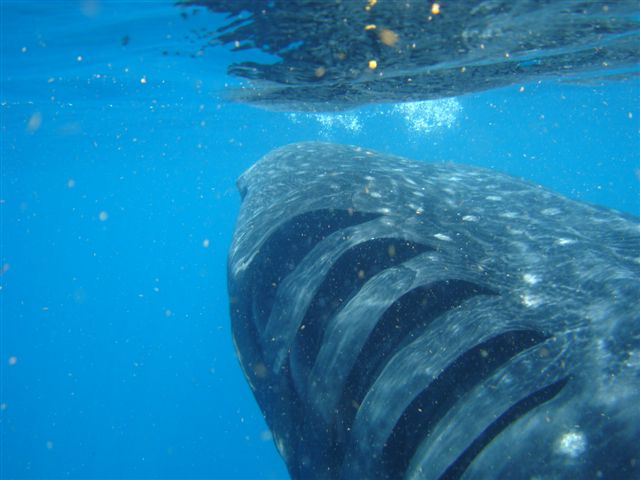
شکاف‌های آبششی در وال‌کوسه (نوعی کوسه بزرگ)

### تنظیم دمای بدن
بیشتر کوسه‌ها «خونسرد» هستند، به این معنی که دمای داخلی بدن آن‌ها با محیط اطرافشان مطابقت دارد. اعضای خانوادهٔ سفیدکوسگان (مانند کوسهٔ ماکو باله کوتاه و کوسهٔ بزرگ سفید) گرمازا هستند و دمای بدنشان بالاتر از آب اطراف است. در این کوسه‌ها، نواری از ماهیچهٔ قرمزی که در نزدیکی مرکز بدن قرار دارد، گرما را تولید می‌کند که بدن از طریق مکانیسم تبادل جریان مخالف توسط سیستمی از رگ‌های خونی به نام rete mirabile (شبکهٔ معجزه‌آسا) آن را حفظ می‌کند. کوسهٔ دم‌دراز معمولی نیز سازوکار مشابهی برای حفظ دمای بدن دارد.

### تنفس
مانند سایر ماهی‌ها، کوسه‌ها اکسیژن را از آب دریا هنگام عبور از آبشش‌ها استخراج می‌کنند. برخلاف سایر ماهی‌ها، شکاف‌های آبششی کوسه پوشیده نیست، بلکه پشت سر در یک ردیف قرار دارند. شکاف اصلاح شده‌ای به نام روزنک (اسپیراکل) درست در پشت چشم قرار دارد که به کوسه کمک می‌کند تا آب را در طول تنفس جذب کند و نقش مهمی در کوسه‌های ساکن کف دریا دارد. اسپیراکل‌ها در کوسه‌های لجه‌زی فعال کاهش یافته یا از بین رفته‌اند. در حالی‌که کوسه در حال حرکت است، آب از طریق دهان و روی آبشش‌ها عبور داده می‌شود. بیشتر کوسه‌ها در حالت استراحت، آب را روی آبشش‌های خود پمپ می‌کنند تا از تأمین مداوم آب اکسیژن‌دار، اطمینان حاصل کنند. تعداد کمی از گونه‌ها توانایی پمپاژ آب از طریق آبشش خود را از دست داده‌اند و باید بدون استراحت شنا کنند. این گونه‌ها اگر نتوانند حرکت کنند احتمالاً خفه می‌شوند. این موضوع، در مورد برخی از گونه‌های ماهیان استخوانی دریایی نیز صادق است.

## کوسه‌ها و انسان

### خطر برای انسان

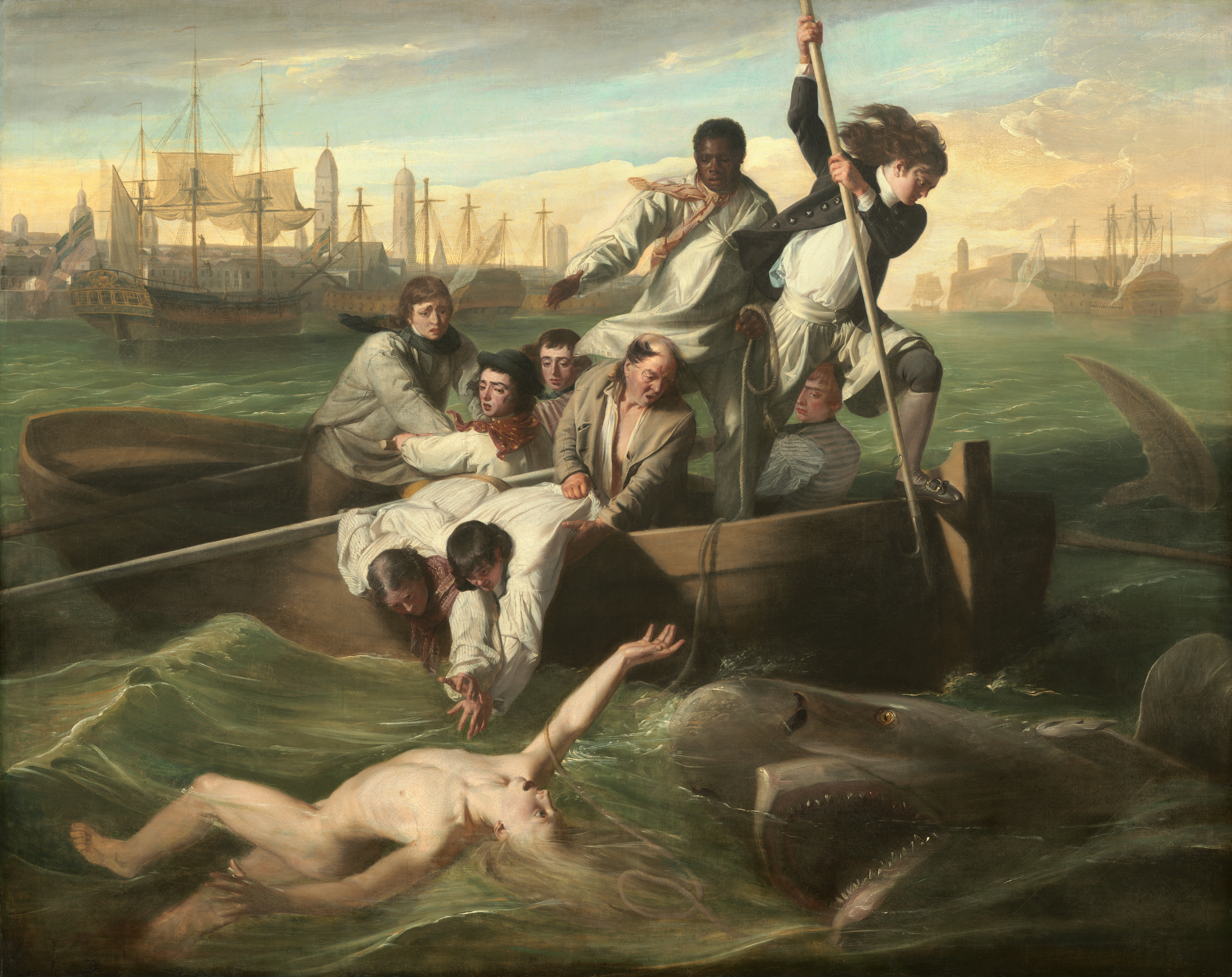
ماجرای حمله کوسه‌ماهی در بندر هاوانا به ملوان بروک واتسون، موضوع تابلوی نقاشی مشهور واتسون و کوسه، اثر جان سینگلتون کاپلی است. حمله کوسه‌ماهی به بروک واتسون در سال ۱۷۴۹ میلادی، اولین حمله ثبت‌شده کوسه‌ماهی به انسان‌ها در تاریخ مدرن است.

مزایای فراوانی، کوسه را یکی از نادرترین شکارچیان کره زمین کرده است. بسیاری از کوسه‌ها برای حمله تخصص یافته‌اند اما همه آن‌ها به انسان‌ها حمله نمی‌کنند. در واقع بیشتر کوسه‌ها برای انسان بی‌ضرر هستند (مانند کوسه‌نهنگ) و فقط گونه‌های محدودی هستند که تاکنون خطرناک شناخته شده‌اند. این آبزیان منبعی پر درآمد نیز برای صنعت اکوتوریسم غواصی هستند.
کوسه‌ها در هنگام سپیده‌دم، غروب آفتاب و شب‌هنگام برای شکار فعال‌تر می‌شوند، از این روی همواره به شناگران توصیه می‌شود که در آن ساعات به آب نزنند و از شنا کردن در نقاطی که آب رودخانه‌ها به دریا می‌ریزد، پرهیز کنند. کوسه به‌جز انسان دشمن دیگری در طبیعت ندارد.

### صید کوسه

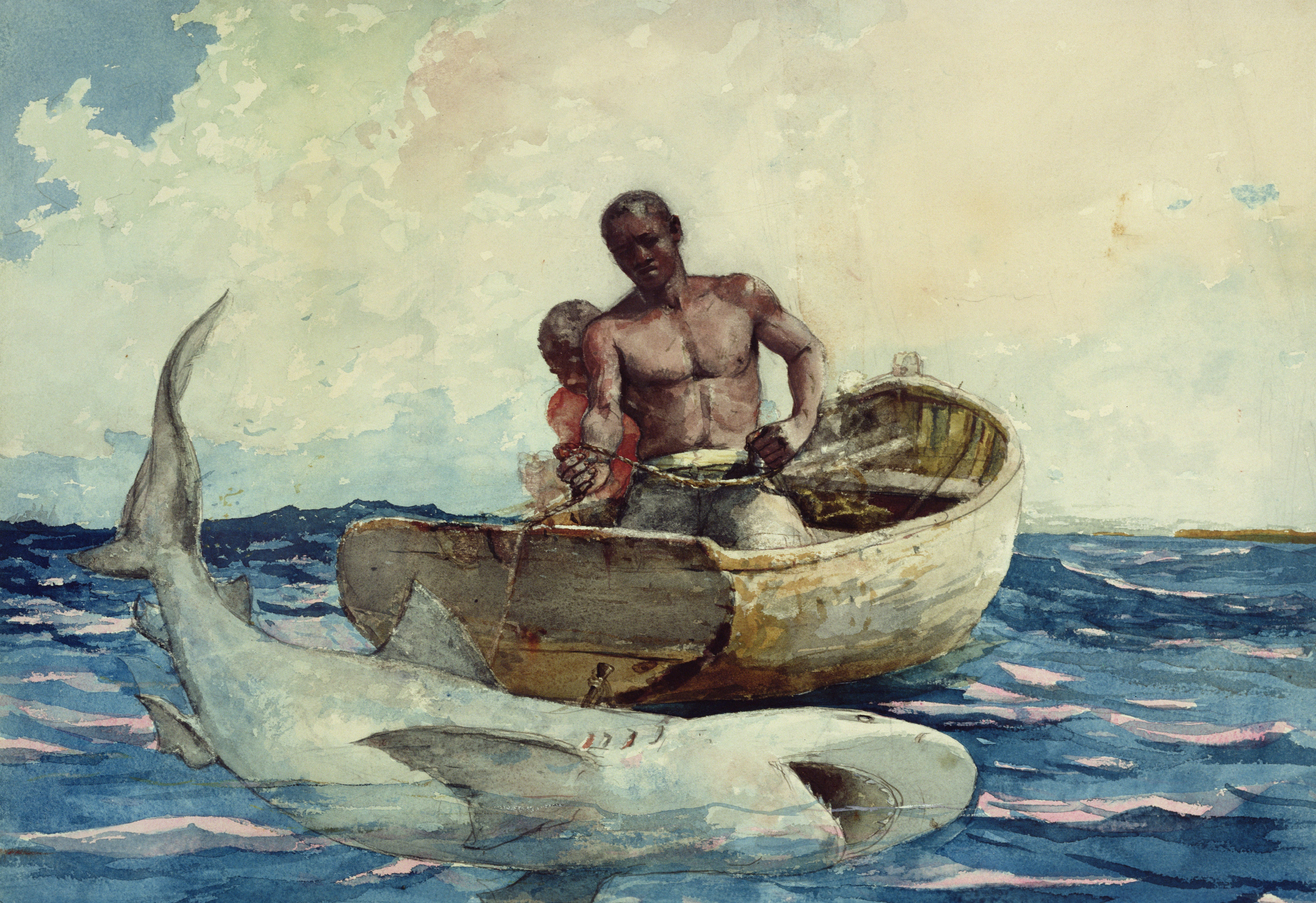
تابلوی شکار کوسه اثر وینسلو هومر به سال ۱۸۸۵ م.

سالانه ۷۳ میلیون کوسه توسط انسان شکار می‌شوند. این کار باعث گردیده است که جمعیت کوسه‌های سرچکشی در اقیانوس ۹۸٪ کاهش یابد. عامل اصلی صید بی‌رویهٔ کوسه‌ها تقاضای گسترده در بازار هنگ کنگ و چین برای سوپ بالهٔ کوسه است. تجارت پنج گونه از کوسه‌های جهان از سپتامبر ۲۰۱۴ (شهریور ۱۳۹۳) تحت مقررات تازه درآمد که گام مهمی در جهت حفاظت از این موجودات بود. فروش گوشت یا بالهٔ این کوسه‌ها بدون داشتن مجوز قانونی ممنوع شد. براساس مقررات شکار و تجارت کوسه دم سفید، پوربیگل و سه نوع سرچکشی بدون داشتن مجوز و گواهینامه لازم ممنوع خواهد شد. سپرماهی مانتا هم که به خاطر آبشش آن در پزشکی سنتی چینی کاربرد دارد در این فهرست قرار می‌گیرد. به این ترتیب تجارت کلیه این گونه‌ها در ۱۸۰ کشور جهان ممنوع خواهد بود مگر آنکه با مجوز رسمی سازمان‌های مشخص دولتی انجام شده باشد. دانمارک (به نمایندگی از گرینلند)، کانادا، گویان، ژاپن، ایسلند و یمن گفتند که تعهدی به مقررات تازه نخواهند داشت. سایتس (کنوانسیون بین‌المللی گونه‌های در معرض خطر) می‌گوید که شمار این کشورها کم است و مهم است که چین به عنوان بزرگ‌ترین مصرف‌کننده این محصولات به اعمال مقررات تازه متعهد است. این حرکت مهم‌ترین اقدام در حفاظت از گونه‌ها در تاریخ ۴۰ ساله فعالیت سایتس محسوب می‌شود.

## طبقه‌بندی
بیش از ۵۰۰ گونه کوسه وجود دارد که در سیزده راسته تقسیم می‌شوند، از جمله چهار راسته کوسه‌هایی که منقرض شده‌اند.
کوسه از بالاراستهٔ غضروفی شکلان (Selachimorpha) و دارای راسته‌های زیر است:
- شش‌آبششی‌سانان (Hexanchiformes)؛ نمونه‌هایی از این گروه شامل کوسه‌های گاوی و همچنین کوسه‌های چین‌دار است که تا حدودی شبیه مارهای دریایی هستند.
- خاردارکوسه‌سانان (Squaliformes)؛ شامل کوسه‌های خاردار.
- اره‌کوسه‌سانان (Pristiophoriformes)؛ دارای پوزه‌ای کشیده و دندانه‌دار هستند که از آن برای بریدن طعمهٔ خود استفاده می‌کنند.
- فرشته‌کوسه‌سانان (Squatiniformes)؛ کوسه‌های پهنی هستند که شباهت زیادی به لقمه‌ماهی‌ها و چارگوش‌ماهی‌ها دارند.
- کوسه‌های سرگاوی (Heterodontiformes)؛ شامل ۹ گونهٔ موجود که در مقایسه با سایر کوسه‌ها اندازه‌های کوچکی دارند و طول بزرگ‌ترین گونهٔ آن‌ها حداکثر به ۱۶۵ سانتی‌متر می‌رسد. این جانوران کف‌زی بوده و در آب‌های مناطق گرمسیری و نیمه‌گرمسیری یافت می‌شوند.
- کوسه‌نهنگ‌سانان (Orectolobiformes)؛ از جمله کوسهٔ گورخری، کوسهٔ پرستار، وابگونگ و کوسه‌نهنگ.
- زمین‌کوسه‌سانان (Carcharhiniformes)؛ این راسته شامل کوسهٔ آبی، کوسهٔ ببری، گاوکوسه، کوسهٔ آبسنگی خاکستری کوسهٔ باله سیاه آب‌سنگی، کوسهٔ آب‌سنگ کارائیبی، کوسهٔ سفیدلکه‌ای اقیانوسی (که در مجموع به آن‌ها کوسه‌ماهیان درنده می‌گویند) و گربه‌کوسه، کوسه‌های تازی و کوسه‌های سرچکشی است. آن‌ها با یک پوزهٔ دراز و یک غشای پلکی که از چشم در هنگام حمله محافظت می‌کند متمایز می‌شوند.
- کوسه‌سانان (Lamniformes)؛ برخی از گونه‌های این راسته عبارت‌اند از دیوکوسه، کوسهٔ آسوده، کوسهٔ دهان‌بزرگ، کوسهٔ دم‌دراز، کوسهٔ ماکو پوزه کوتاه، کوسهٔ ماکو پوزه بلند و کوسهٔ سفید بزرگ. آن‌ها با آرواره‌های بزرگ و تولیدمثل به روش تخم‌زنده‌زایی متمایز می‌شوند. گونهٔ منقرض‌شدهٔ مگالودون نیز در همین راسته دسته‌بندی می‌شود.
- خاربینی‌ها (Echinorhiniformes)؛ شامل گونه‌هایی چون کوسهٔ پرخار و کوسهٔ خاربته‌ای
- شگفت‌تیغ‌سانان (Xenacanthida) (منقرض‌شده)
- سیموریدا (Symmoriida) (منقرض‌شده)
- Cladoselachiformes (منقرض شده)
- Hybodontiformes (منقرض شده)